# The Subliminal Verses World Tour
The Subliminal Verses World Tour foi uma digressão mundial de 2005 dos Slipknot em suporte ao seu terceiro álbum de estúdio Vol. 3: (The Subliminal Verses) (2004).

## Preparação
Antes de organizar a digressão, o vocalista dos Slipknot Corey Taylor comentou que era "provavelmente o mais visível dos tipos que não se sentiam bem em voltar aos Slipknot", e durante a digressão, afirmou que estava "basicamente a comer as minhas palavras [... Mas] é muito bom. [...] É bom ser rebaixado e saber que estás numa banda é fantástico."
Durante a digressão, o terceiro álbum de estúdio Vol. 3: (The Subliminal Verses) foi-se aproximando da marca de Platina nos EUA, e duas das suas faixas foram nomeadas para os Grammy Awards desse ano ("Duality" para Melhor Performance Hard Rock e "Vermilion" para Melhor Performance Metal).

## Artistas
A banda Lamb of God actuou na digressão. Contudo, em Los Angeles a 9 de Abril de 2005, os Lamb of God foram banidos de abrir para os Slipknot no Great Western Forum porque a igreja que detinha o local não gostou do nome anterior da banda, Burn the Priest (pt: Quiemar o Padre). Como é típico na banda, os membros de Slipknot estiveram mascarados e com a roupa habitual durante as actuações em palco.

## Concertos
A digressão passou pelo Wolstein Center em Cleveland, Ohio. Também houve um concerto na House of Blues em Atlantic City, Nova Jérsia. O concerto em Kansas City, Missouri foi no City Market com Lamb of God, Shadows Fall e The Dillinger Escape Plan. Tocaram no Resch Center em Green Bay, Wisconsin a 26 de Abril de 2005.